# Dalarna
Dalarna (Dalarne på dansk) er et historisk landskab i det nordvestlige Svealand i det centrale Sverige. Landskabet er sammenfaldende med Dalarnas län (det tidligere Kopparbergs län) med nogle undtagelser, blandt andet tilhører Hamra församling (i Orsa finnmark) Gävleborgs län.
Dalarna domineres af Siljansøen i dets midte. Elvene Västerdalälven og Österdalälven løber sammen i Djurås i Gagnef og danner Dalälven. Landskabets nordlige dele domineres af fjelde og den vidtstrakte Orsa finnmark. Det højeste punkt er Storvätteshågna med sine 1.204 meter over havet. Det laveste punkt er der, hvor Dalälven forlader landskabet i sydøst i en højde af 55 meter over havet.

## Historie
Den ældste omtale af Dalarna er fra Sverresagen, i hvilken landskabet kaldes Järnbäraland og beskrives som et hedensk land hørende under sveakongen siden 1177. I 1500-tallet flygtede Gustav Vasa til Dalarna fra Christian 2.

## Kulturhistorisk inddeling
Traditionelt og kulturhistorisk inddeles Dalarna i:
- Särna-Idre
- Övre Dalarna
- Dalabergslagen

## Større byer
- Avesta
- Borlänge
- Falun
- Ludvika
- Mora

## Hertuger
Svenske prinser og prinsesser udstyres traditionelt med en hertugtitel. Følgende har således været hertuger af Dalarna:
- August 1831-1873 (død) og Teresia 1864-1914 (død)
- Carl Johan 1916-1946 (afgik, senere greve af Wisborg)
- Gabriel 2017-

## Landskabssymboler[1]
Dalarnas våben viser to krydsede pile og en krone, landskabsdyr er stor hornugle, Bubo bubo, og landskabsblomst er liden klokke, Campanula rotundifolia, eller eng-klokke, Campanula patula.
Andre symboler er:
- Landskabsfugl: Stor hornugle, Bubo bubo
- Landskabssvamp: Broget rørhat, Suillus variegatus
- Landskabssten: Dalaporfyr
- Landskabsfisk: Elritse, Phoxinus phoxinus
- Landskabsmos: Smal kildemos, Fontinalis dalecarlica
- Landskabsinsekt: Violetrandet ildfugl, Lycaena hippothoe
- Landskabsæblesort: Tuna-æble
- Landskabsgrundstof: Kobber (Cu)

## Ekstern henvisning
- Billeder fra Dalarna Arkiveret 15. maj 2006 hos  Wayback Machine

60°52′N 14°44′Ø / 60.87°N 14.73°Ø